# Bürgergesellschaft
Unter Bürgergesellschaft oder Zivilgesellschaft wird in den westlichen Demokratien eine Gesellschaftsform verstanden, welche durch die aktive Partizipation ihrer Mitglieder am öffentlichen Leben gestaltet und weiterentwickelt wird. Getragen wird die Bürgergesellschaft durch das Engagement ihrer Akteure, der Bürger.
Historisch hat sich die Bürgergesellschaft mit Überwindung des Absolutismus als eines politischen Systems ohne gesellschaftliche Mitwirkungsrechte entwickelt. Zentrale Forderung des Verfassungsliberalismus und der Idee der Menschenrechte war die vor staatlicher Einmischung geschützte individuelle Handlungsfreiheit in einer vom Staat unabhängigen Gesellschaft.
Sozialwissenschaftliche Konzepte des ausgehenden 20. Jahrhunderts fordern die permanente Mitsprache einer kritischen Öffentlichkeit bei politischen Entscheidungen (deliberative oder partizipatorische Demokratie).

## Begriff

### Begriffsgeschichte
Der Begriff der Bürgergesellschaft oder Zivilgesellschaft hängt in der politischen und wissenschaftlichen Diskussion eng zusammen mit dem Begriff der bürgerlichen Gesellschaft. Er knüpft an den Begriff der politiké akoionia (Polis) aus der politischen Philosophie des Aristoteles an, später übersetzt ins Lateinische als societas civilis sowie société civile (frz.) und civil society (engl.).
Die Wiederentdeckung der civil society in den englischsprachigen Sozialwissenschaften ab Ende der 1980er Jahre ging im Deutschen mit der Erfindung des Wortes Zivilgesellschaft einerseits und der Umdeutung des Begriffs Bürgergesellschaft andererseits einher. Davor wurde der Begriff nur sehr selten und i. d. R. gleichbedeutend mit Verein gebraucht. 1987 verwendete Michael Reiman den Begriff Bürgergesellschaft, um das u. a. von Michail Sergejewitsch Gorbatschow im Russischen gebrauchte grazhdanskoye obshchestvo (гражданское общество) ins Deutsche zu übersetzen. Ab 1992 verwendete Ralf Dahrendorf Bürgergesellschaft, um das englische civil society in seinen eigenen Schriften zu übersetzen.
Prägend für das heutige Begriffsverständnis ist vor allem die Vorstellung der englischen civil society, die seit der Aufklärung einen fortschreitenden Prozess der Zivilisierung durch Arbeit und wirtschaftliche Entwicklung, durch Bildung und Kultur sowie die Überwindung althergebrachter Beschränkungen durch Status und Geburt umfasst, sowie die Überzeugung von der zivilisierenden Wirkung der freiwilligen Zusammenschlüsse in Vereinigungen.

### Rezeption in der politischen Theorie
In seinem 1768 veröffentlichten Versuch über die Geschichte der bürgerlichen Gesellschaft erörtert Adam Ferguson das Verhältnis von individueller Tugendhaftigkeit innerhalb und der Gesamtentwicklung der betroffenen Gesellschaft. Ferguson kommt zu dem Schluss, dass Tugendhaftigkeit Voraussetzungen hat, die durch die Ergebnisse der Tugendhaftigkeit nicht automatisch in ihrem Bestand gesichert sind oder sogar gefährdet werden können.
Im Deutschen taucht in Anlehnung an Ferguson zunächst die Übersetzung als bürgerliche Gesellschaft bei Georg Wilhelm Friedrich Hegel in seinen „Grundlinien der Philosophie des Rechts“ von 1821 auf. Hegel beschreibt mit dem Begriff der bürgerlichen Gesellschaft in seinem System der Dialektik die Wechselwirkung zwischen der Privatsphäre einerseits, welche für Hegel durch die Familie verkörpert wird, und der Gesamtgesellschaft andererseits, welche durch den Staat verkörpert wird. Hegel beschreibt wie Ferguson keine originär politische, sondern eine sittliche Kategorie.
Im kommunistischen Manifest von 1848 beschreiben Friedrich Engels und Karl Marx die Bürgerliche Gesellschaft nicht als sittliche, sondern als ökonomische Kategorie. Für Engels und Marx ist die bürgerliche Gesellschaft durch Produktionsbedingungen gekennzeichnet, welche durch eine strikte Trennung von Kapital und Arbeit bestimmt werden. Die bürgerliche Gesellschaft gilt bei Engels und Marx zwar als Fortschritt gegenüber dem Feudalismus, gleichzeitig aber auch nur als zu überwindendes historisches Übergangsstadium zum Sozialismus und schließlich zum Kommunismus.
In der Gettysburg Address von 1863 beschrieb der damalige Präsident der Vereinigten Staaten Abraham Lincoln die ideale amerikanische Demokratie als “government of the people, by the people, for the people”.
Willy Brandt wollte nach seiner Wahl zum deutschen Bundeskanzler im Jahr 1969 „mehr Demokratie wagen“ im Sinne einer „Demokratisierung der Demokratie“.

### Abgrenzung zur Zivilgesellschaft
Soweit der Begriff der Bürgergesellschaft nicht als Synonym zur Zivilgesellschaft gilt, wird auf die Entstehung und unterschiedliche Funktion des Begriffs Zivilgesellschaft verwiesen. Eine klare definitorische Unterscheidung existiert jedoch nicht.
In Westeuropa vermittelt sich die Zivilgesellschaft über ein Kollektivbewusstsein, das der Gesellschaft den Zusammenhalt ermöglicht und Verunsicherungen, die mit dem Prozess eines ideologischen Ökonomismus, dem Abbau des Sozialstaats und der Globalisierung einhergehen, durch Selbstorganisation, Freiwilligkeit, Eigenverantwortung, Vertrauen und solidarische Unterstützung, aber auch Traditionsbewusstsein und Nationalgefühl abfedern kann.
Kreise, die eine nichtstaatliche Ordnung bereits etabliert haben oder nach dem Konzept des schlanken Staates befürworten, bevorzugen den Begriff der Bürgergesellschaft. Dies betrifft sowohl den Bereich der Kirchen als auch liberale und konservative Parteien. Mit der Verwendung des Begriffs der Bürgergesellschaft wird der historische Bezug zur bürgerlichen Gesellschaft des 19. Jahrhunderts zum Ausdruck gebracht und die Entwicklung zu einer sich selbst steuernden Gesellschaft, in die der Staat nicht oder jedenfalls nur bei erkennbaren Defiziten der Selbstorganisation eingreifen soll.
Teilweise wird der Zivilgesellschaft eine bloß subsidiäre Funktion zugewiesen. Nach diesem Verständnis übernimmt die Zivilgesellschaft Aufgaben, welche durch staatliche Institutionen nicht oder nicht hinreichend erfüllt werden. Die Bürgergesellschaft hingegen erhebt den Anspruch, selbst einen eigenen Ordnungsrahmen darzustellen. Nach diesem Verständnis beinhaltet der Begriff der Bürgergesellschaft den Begriff der Zivilgesellschaft, geht aber über diesen hinaus. Ziel der Bürgergesellschaft ist somit nicht nur das Nutzen von staatlichen Freiräumen und die Erfüllung gemeinnütziger Aufgaben, sondern darüber hinaus auch die Gestaltung des politischen Ordnungsrahmens.
Wo soziale Bewegungen gegen kapitalistisches Marktkalkül und autoritäre Herrschaftsansprüche betont werden sollen wie in der osteuropäischen Dissidentenbewegung oder Bestrebungen gegen die Militärdiktaturen in Lateinamerika, Afrika und Asien, wird heute meist der Begriff der Zivilgesellschaft verwendet. Viele Nichtregierungsorganisationen bevorzugen den Begriff der Zivilgesellschaft und fordern damit einhergehend entweder eine staatliche Übernahme der von ihnen bisher erfüllten Aufgaben oder zumindest eine aktive staatliche Unterstützung für ihre zivilgesellschaftliche Aufgabenerfüllung.
Mitunter wird der Begriff der Bürgergesellschaft auch als Zusammenfassung ehrenamtlichen Engagements verwendet.

## Bedeutung im 21. Jahrhundert
Die Globalisierung, die Auswirkungen der digitalen Revolution auf den Arbeitsmarkt und die Wissensgesellschaft werden als wesentliche Aspekte einer gesellschaftlichen Entwicklung verstanden, die dem einzelnen eine zunehmende Individualisierung sowohl ermöglicht als auch abverlangt. Die Bürgergesellschaft beschreibt danach das Verhältnis von Staat, Wirtschaft, Gesellschaft und dem einzelnen Bürger unter diesen sich wandelnden Bedingungen.
Mit einer Betonung nationalstaatlicher Außen- und Sicherheitspolitik in der Berliner Republik geht eine zunehmende Angleichung der Lebensgewohnheiten in Städten und ländlichen Regionen (funktionale Verstädterung) einher. Bundesweit ist die Motivation in der Bevölkerung gestiegen, auf regionaler und lokaler Ebene politische Entscheidungen mitzubestimmen. Folge ist eine „neue Subsidiaritätsordnung“, in der die Bürger zunehmend „für sich selbst sorgen“. Das schließt auch das Verhalten auf dem Arbeitsmarkt ein, der mit der Agenda 2010 das Leitbild des „Unternehmers in eigener Sache“ (Ich-AG) hervorgebracht hat. Der computergestützte Zugang zu umfassenden Informationen im Internet und deren Organisation, etwa in Open-Source-Projekten stellt die Legitimation der auf Herrschaftswissen basierenden repräsentativen Demokratie in Frage.

## Ausprägung

### Akteure
Die Bürgergesellschaft ist heterogen strukturiert und besteht aus einer Vielzahl auf freiwilliger Basis gegründeter, auch konkurrierender Organisationen – im Einzelfall auch einzelnen Bürgern – die ihre unterschiedlichen Interessen artikulieren und autonom organisieren. Sie ist im Zwischenbereich von Privatsphäre und Staat angesiedelt. Die Akteure der Zivilgesellschaft sind damit zwar in die Politik involviert, ohne jedoch nach staatlichen Ämtern zu streben. Entsprechend sind Gruppen, die ausschließlich private Ziele verfolgen wie Familien oder Unternehmer ebenso wenig Teil der Bürgergesellschaft wie politische Parteien, Parlamente oder staatliche Verwaltungen. Die Bürgergesellschaft stellt ein pluralistisches Sammelbecken höchst unterschiedlicher Akteure wie den neuen sozialen Bewegungen einschließlich der Kirchen dar, die jedoch einen bestimmten methodischen Minimalkonsens teilen, insbesondere die Gewaltlosigkeit.
Ralf Dahrendorf beschrieb die Bürgergesellschaft als das „schöpferische Chaos der vielen, vor dem Zugriff des (Zentral-)Staates geschützten Organisationen und Institutionen“.  Die Bedeutung der Bürgergesellschaft liege in der Steigerung der Lebenschancen der Menschen, indem sie die Lücke zwischen staatlichen Organisationen und den Individuen schließe und dem Zusammenleben der Menschen Sinn gebe. Während der Markt die Angebotsseite steuere und der Rechtsstaat die Zugangschancen garantiere, sei es Aufgabe der Bürgergesellschaft, die Menschen in die Lage zu versetzen, zwischen den sich ihnen bietenden Optionen eine Auswahl zu treffen (Multi-Optionsgesellschaft).
Die Bürgergesellschaft ist somit eine politische Ordnung, in welcher Demokratie ausgehend von der Eigeninitiative der Bürger wahrgenommen wird. Dieser Ansatz soll demokratische Beteiligung gerade auch über die Teilnahme an Wahlen und Abstimmungen hinaus ermöglichen. In der Bürgergesellschaft stehen Gruppierungen im Vordergrund, die sich nicht auf aktuelle caritative und wohltätige Aufgaben beschränken, sondern darüber hinaus den Anspruch erheben, auf die gesellschaftliche Entwicklung gestalterisch Einfluss zu nehmen.
Wesentliche Bedingung für die Bürgergesellschaft ist das Primat der Politik, um eine Wechselwirkung zwischen Bürgern und Staat zu gewährleisten. Ein Beispiel ist die gesetzliche Verankerung neuer Partizipationsformen wie die der Volksentscheide in den Bundesländern und Gemeinden.

### Handlungsfelder
Rund 90 % der dem Begriff Zivilgesellschaft zugeordneten Tätigkeiten entfallen auf die Bereiche Gesundheits-, Veterinär- und Sozialwesen, Erziehung und Unterricht, Kultur, Sport und Unterhaltung sowie Interessenvertretungen, kirchliche und sonstige Vereinigungen. Zu den historisch bedeutsamsten Handlungsfeldern gehören die Umweltbewegung, die Arbeiter- und Frauenbewegung sowie die Bewegung gegen die militärische und die zivile Nutzung der Kernenergie (Kampf dem Atomtod, Anti-Atomkraft-Bewegung).

### Handlungsformen
Die Bürgergesellschaft bedient sich der Instrumente der direkten Demokratie und der Bürgerbeteiligung. Organisationsformen sind z. B. Bürgerinitiativen, Nachbarschaftsinitiativen oder sog. Zukunftswerkstätten. Ausdrucksformen sind Demonstrationen, Petitionen, Bürgerbegehren und Verbandsklagen, die formelle Beteiligung in der Bauleitplanung und an Planfeststellungsverfahren, aber auch Arbeitskämpfe, Tauschkreise, Selbsthilfegruppen oder das Vereins- und Stiftungswesen bis hin zum Whistleblowing. Insofern ist die Bürgergesellschaft auch Ausdruck eines gewachsenen politischen Selbstbewusstseins und Antwort auf ein wahrgenommenes Demokratiedefizit in der Postdemokratie.
Die Meinungsbildung gegenüber Parteien und Parlamenten vollzieht sich zunehmend in sozialen Netzwerken, insbesondere im Internet.

## Rolle des Staates
Unter den Stichworten „motivierender Staat“, „moderierender Staat“ und „aktivierender Staat“ (enabling state) wird dem Staat die Rolle eines Ausgleichs zwischen seiner eigenen hierarchischen Steuerung, marktlichem Wettbewerb und gesellschaftlicher Selbstverantwortung zugedacht. Da privatwirtschaftliche Marktmechanismen allein die dadurch hervorgerufenen Probleme wie Massenerwerbslosigkeit, Armut und soziale Ungleichheit vernachlässigen, soll der Staat einerseits gewisse soziale Standards gewährleisten, andererseits aber auch für die Erschließung neuer Märkte sorgen.
Mit dem Verhältnis von staatlicher Regulierung, ökonomischem Wettbewerb und gesellschaftlicher Teilhabe sowie dessen Auswirkungen beschäftigt sich die Governance-Diskussion.
In ihrem Bericht aus dem Jahr 2002 hat die Enquete-Kommission des Deutschen Bundestages rechtspolitische Handlungsempfehlungen zur Zukunft des bürgerschaftlichen Engagements entwickelt, die staatliche Institutionen (Verwaltungsreform) und die Wirtschaft (Corporate Citizenship) mit einbeziehen.
Theoretisch wird die Mehrebenendemokratie in der Europäischen Union, die aus der europäischen Administration und den Mitgliedsstaaten besteht, zu einem Staatsmodell für die Bürgergesellschaft weiterentwickelt. Der überkommene Nationalstaat auf mittlerer Ebene soll den Vollzug der auf der obersten Ebene durch einen europäischen Verfassungsstaat getroffenen Entscheidungen gewährleisten, indem er die „kleine Lebens- und Verantwortungspolitik“ auf der untersten Ebene, in der Bürgergesellschaft, vernetzt und moderiert. Wesentliche Kennzeichen dieser Ordnung sind Föderalismus, Subsidiarität und der Wettbewerb um Lösungen. Der Staat wird dabei als „neutral“ gedacht, der gesellschaftliche Zusammenhalt werde durch das Bewusstsein einer umfassenden wechselseitigen Abhängigkeit und gemeinsamer Herausforderungen, die nur kooperativ bewältigt werden könnten (self-reliance), gewahrt.
Nach der marxistischen Theorie Antonio Gramscis stehen sich Staat („società politica“) und Bürgergesellschaft („società civile“) nicht als zwei verschiedene Größen gegenüber, sondern greifen ineinander. Der Staat bediene sich der Bürgergesellschaft zum eigenen Machterhalt, indem er in den Institutionen der Bürgergesellschaft wie Schulen, Universitäten, Kirchen, Vereinen, Gewerkschaften und Massenmedien Zustimmung („Konsens“) zum staatlichen Zwangsapparat organisiere. Durch Hegemonie und Konsens bilde sich eine wirkliche und dauerhafte Einheit von Basis und Überbau, entstehe ein „integraler Staat“.
Der bürgerliche Rechtsstaat hat indessen gerade die historische Funktion, Gleichheit und Autonomie als Voraussetzung einer wirksamen Zivilgesellschaft zu gewährleisten und steht mit der Bürgergesellschaft „in einer lebendigen Wechselwirkung“.

## Kritik
Theoretisch wird die Konzeption der Bürgergesellschaft, in der es nur schlichte „Bürger“ gibt, angezweifelt. Der Begriff „Bürgergesellschaft“ verschleiere die realen gesellschaftlichen Interessengegensätze und konstatiere einen fiktiven Volonté générale. In der Gestalt des „Bürgers“ scheine der Gegensatz von „Bourgeois“ und „Citoyen“, der die politischen Prozesse in der liberalen Demokratie entscheidend geprägt und maßgebend ihre Krisenhaftigkeit bestimmt habe, aufgehoben.
Tatsächlich verberge sich hinter der staatlichen Forderung nach ehrenamtlichem Engagement und „Zivilcourage“ ein Paternalismus alter Prägung, der sich als unpolitisch ausgebe und im Konzept der Bürgergesellschaft sowohl das Bestreben nach politischer Partizipation und Demokratisierung unterschlage als auch durch subtile Steuerungsmechanismen (Nudging) eine tatsächlich nicht gegebene Freiwilligkeit vortäusche.
Ebenso werde die Steuerungsmacht der kapitalistischen Ökonomie ausgeblendet, wenn man das Konzept der Bürgergesellschaft auf eine rein soziale Dimension reduziere. Die Bürgergesellschaft bleibe ohne Betrachtung der wirtschaftlichen Rahmenbedingungen unvollständig, zumal etwa die Bewegung gegen Sozialabbau in Deutschland eine unmittelbare Reaktion auf die wirtschaftspolitische Agenda 2010 darstellt. Politik und Wirtschaft räumten der globalen Wettbewerbsfähigkeit oberste Priorität ein und zerstörten damit die moralische Legitimität der sozialen Ordnung.
Aufgaben, die der Staat im Interesse der Haushaltskonsolidierung nicht mehr wahrnehmen wolle, würden an die Bürgergesellschaft als Reparaturbetrieb delegiert. Gerade dort, wo soziales Engagement am dringendsten nötig wäre, sei es jedoch am wenigsten vorzufinden. Während in bevorzugten Wohngebieten regelmäßig auch das gesellschaftliche Leben und die Vereinstätigkeit sehr stark ausgeprägt sind, findet in benachteiligten Wohngebieten sowohl die karitativ-gemeinnützige Aufgabenerfüllung als auch die Einbindung der Bevölkerung in gesamtgesellschaftliche Zusammenhänge nur unzureichend statt. Die Worte des amerikanischen Präsidenten John F. Kennedy aus seiner Amtsantrittsrede im Jahr 1961 Frage nicht, was Dein Land für Dich tun kann, frage lieber, was Du für Dein Land tun kannst werden als Absage an das im Grundgesetz verankerte Sozialstaatsprinzip verstanden.
Schließlich wird in einer zu großen Einflussnahme von einzelnen Gruppen auf die politische Ordnung in Gestalt des Lobbyismus und Exklusionsmechanismen wie des historisch bedingt ungleichen Zugangs zu diesen Gruppen, insbesondere nur für Männer eine Gefährdung demokratischer Grundprinzipien erkannt, wonach die Gleichheit aller Bürger gerade durch das allgemeine Wahlrecht sichergestellt wird.
Eine glaubwürdige Dezentralisierung politischer Entscheidungen und Anpassung an regionale bzw. lokale Traditionen und Ressourcen werden gegenüber einer schwerfälligen Bundespolitik und im Hinblick auf ein bürgernahes Europa dagegen als politischer Steuerungsgewinn betrachtet.

## Bedeutung außerhalb Westeuropas

### Osteuropa
Die Entwicklung und Verbreitung des Begriffes der Zivilgesellschaft ist in Mittel- und Osteuropa stark mit dem Zerfall des Kommunismus  verbunden. Es waren zunächst die Bürgerrechtsbewegungen in Polen, der Tschechoslowakei, Ungarn und Bulgarien, die die Möglichkeiten zur Schaffung und Ausweitung der gesellschaftlichen Sphäre in außerstaatlichen Organisationen und Vereinigungen im Kampf gegen die starre Parteibürokratie, sowie die Zielvorstellung einer gesellschaftlichen Transformation (Perestroika) mit dem Begriff der zivilen Gesellschaft bezeichneten.

### Dritte Welt
Die Transitionsprozesse beispielsweise in der arabischen Welt (Arabischer Frühling) zielen zwar auf die Entwicklung demokratischer Strukturen wie Mehr-Parteien-Systeme, Bürgerrechte und Rechtsstaatlichkeit ab, folgen jedoch angesichts kultureller, religiöser, sozialer und wirtschaftlicher Besonderheiten (Rentierstaaten) eigenen Regeln und können nicht mit der Ausprägung einer Zivilgesellschaft nach westlichem Verständnis gleichgesetzt werden.